# CaueTivi
 (mars 2022).
CaueTivi, le meilleur of radio était une émission de radio et de télévision française produite et présentée par Sébastien Cauet et son équipe radio (Cécile de Ménibus, Cartman, Miko, Piètre, Sylvain…)  et diffusée entre 2003 et 2008 sur Europe 2 puis Fun Radio à la radio, et sur MCM puis sur TF6 à la télévision française et sur Plug TV à la télévision belge.

## Histoire
En 2002-2003, alors qu’il assure la présentation de la matinale d’Europe 2, Cauet organise quelques émissions spéciales en public et en recevant des "people". Ces spéciales sont un succès et à partir de 2003, elles deviennent hebdomadaires le vendredi, soit dans un studio de la radio ou en tournée en France. Très vite, ces émissions sont filmées et diffusées dans une version d'une heure sur MCM, chaîne du groupe Lagardère Active - également propriétaire d'Europe 2.
Cauet et son équipe partent pour Fun Radio à la rentrée 2004 et emporte CaueTivi avec eux en conservant le même format mais avec dans la version télé d'une demi-heure supplémentaire avec des extraits des coulisses. Elle est alors diffusée en direct chaque vendredi de 7H à 10H sur Fun Radio depuis le sous-sol de RTL à Paris, puis à la télévision, dans une version de 80 minutes, sur TF6 dont l'actionnaire est aussi celui de Fun Radio, (RTL Group), et plus tard en Belgique sur Plug TV du même groupe. Cependant, l’émission ne quitte plus les studios de RTL.
À partir de la rentrée 2007, pour des raisons d’emploi du temps de l’équipe comme des invités, l'émission n'est plus en direct le vendredi matin à la radio, mais enregistrée le mardi après-midi toujours en public, puis diffusée le vendredi matin sur Fun Radio et le vendredi soir dans sa version filmée sur TF6.
La dernière de CaueTivi a été enregistrée le mardi 24 juin 2008 et diffusée sur Fun Radio et FunRadio.fr le vendredi 27 juin 2008 puis sur TF6, le samedi 28 juin 2008. Cauet a annoncé dans cette dernière que l'émission ne le suivrait pas sur Virgin Radio (ex- Europe 2), radio sur laquelle il allait officier de 2008 à 2009, pour des problèmes de droits.
Le 17 février 2009, Cauet expliqua sur le blog de Jean-Marc Morandini que le retour de la Méthode Cauet sur TF6 avait été confondu avec le possible retour de CaueTivi : « Visiblement, il y a eu un problème de compréhension avec la journaliste, car le patron de TF6 parlait de l'émission CauetTivi et non de la Méthode. » Ce retour n'a jamais eu lieu.

## Concept
Une des particularités de CaueTivi est qu’elle n’avait pas de concept à proprement parler. Plusieurs invités – célébrités ou candidats de télé-réalité - étaient reçus autour d’une table dans une ambiance délirante et bon enfant pour des interviews décalées, des jeux, des blind tests et surtout beaucoup d’improvisations y compris avec le public. Généralement, un invité musical clôturait l’émission avec un live en compagnie du groupe de l’émission qui proposait des intermèdes musicaux à chaque coupure pub. Certaines séquences « sexy » étaient également présentes. Dans la version télé, on pouvait les trouver dans les diffusions tardives sur TF6 mais elles étaient coupées lors des diffusions en journée.
L’ambiance très détendue et plus libre que sur un plateau de télévision ordinaire, associée à l’horaire matinal et au direct (sauf lors de la dernière saison) ont amené beaucoup de célébrités à se « lâcher » et ont offert quelques séquences mémorables. Parmi celles-ci : Rocco Siffredi se montrant très entreprenant avec Florence Foresti, Florent Pagny fumant un joint en direct, Michaël Youn saccageant le studio, un face-à-face tendu entre Benjamin Castaldi et Stéphane Guillon, Pierre Ménès livrant le fond de sa pensée sur diverses personnalités, les séquences nudistes de Cartman, etc.
Entre 2003 et 2005, 3 florilèges de l'émission sortent en DVD sous le titre Cauet - Le meilleur of radio vol. 1 à 3. Puis, en 2007, un nouveau DVD best-of sort sous le titre Cauet : Interdit de TV. Ce dernier DVD ressort en 2009 agrémenté de séquences supplémentaires inédites.

## La polémique Rocco Siffredi
Le 14 mars 2006, l'un des invités de l'émission est l'acteur pornographique italien Rocco Siffredi. Pour s'amuser, Cauet le « chauffe » avec la complicité de Cécile de Ménibus. Mais Siffredi se prend un peu trop au jeu. Excité à la vue du string de Cécile de Ménibus, et alors que personne ne lui demande rien, il se met à mimer des positions sexuelles issues de ses films sur Cécile de Ménibus, qui essaye en vain de le repousser, puis plus tard sur Florence Foresti, également invitée, qui essaye de se sortir de la situation avec humour. De Ménibus est visiblement gênée, mais le reste du plateau (Cauet, le reste de son équipe, les autres invités et le public) est hilare. Cette séquence est diffusée sur TF6 sans susciter aucune réaction, elle est reprise dans des best of et des bêtisiers sans que personne ne trouve rien à redire.
Des années plus tard, après le mouvement Me Too, la séquence est ressortie sur les réseaux sociaux. La société a changé et la séquence est maintenant considérée comme une agression sexuelle et de par ses rires, il est reproché à Cauet de s'en amuser. A cette occasion, en 2017, dans Salut les Terriens, puis dans d'autres interviews, Cécile de Ménibus dévoile que ce jour-là, en coulisses, loin des caméras, Rocco Siffredi l'a également embrassé de force et qu'elle en garde un très mauvais souvenir. Cauet lui répond par médias interposés de manière jugée plus que maladroite :
« J'ai appelé Cécile et je lui ai dit d'arrêter son cirque. Pardon, mais... Je lui ai dit d'arrêter de ressortir ce truc à chaque fois [...] Parce qu'à chaque fois c'est moi qui prends derrière ».
Pire, il semble rejeter la faute sur de Ménibus elle-même et trouver des excuses à Siffredi :
« Elle l'avait un peu chauffé [...] Rocco Siffredi on le connaît. C'est une espèce d'animal. Pour lui ça reste une blague. À l'époque, cette séquence n'a choqué personne, elle a été mise dans des DVD, validée par Cécile. C'est pas élégant, certes. C'était sous le signe de la blague. Je ne pense pas qu'il pensait mal faire... [...] Et après cette séquence, il s'est très bien comporté pendant le reste de l'émission.
Je pense que beaucoup de femmes dans la vie de tous les jours sont véritablement maltraitées et qu'elles ne peuvent pas se plaindre. Il ne faut pas confondre ça avec un Rocco Siffredi qui n'est pas galant et qui ne se rend pas bien compte de ce qu'il fait »
Il convient de noter que les deux ne parlent pas tout à fait de la même chose. Cauet, et la plupart des journalistes qui reprennent l'info, parlent de la séquence en plateau qui a été filmée alors que de Ménibus se plaint surtout du baiser forcé en coulisses qui n'a pas été filmé. Au sujet de la séquence en plateau, de Ménibus dit juste que « c'était nul ».
La réaction de Cauet lui vaut de nouvelles critiques. Il fait finalement son mea culpa et déclare à Puremédias :
« Ça fait partie de ces choses qui faisaient rire à l'époque et aujourd'hui ne fonctionnent plus. Aujourd'hui, mon rôle serait d'arrêter la séquence. Mais c'est bien, ça veut dire que les mœurs évoluent, que les consciences évoluent et on ne fait plus les mêmes émissions qu'il y a vingt ans. La séquence avec Rocco Siffredi, elle ne pourrait plus se faire, et heureusement parce que cette façon d'agir n'était pas bien. » 
En 2023, après des accusations de viol visant Cauet, la séquence est de nouveau massivement partagée sur les réseaux sociaux. Cécile de Ménibus prend la parole pour demander d'arrêter cela et poste le message suivant :
« Vous êtes-vous demandé si d’ouvrir chaque jour mon compte et tomber sur les répercussions de votre tweet pouvait avoir un impact sur moi ? [...] C’est visiblement Cauet que vous visez. Vous avez tort. Le seul responsable de cette situation, c’est Rocco Siffredi ! C’est lui qui me manque de respect et qui ajoutera un acte déplacé dans les coulisses. Je me suis déjà exprimée sur ce moment. Vous m’obligez à recommencer. Protéger les victimes ne vous semble pas primordial ? Dénoncer ! Cela a été fait maintes fois. »